# Casque wz.2005

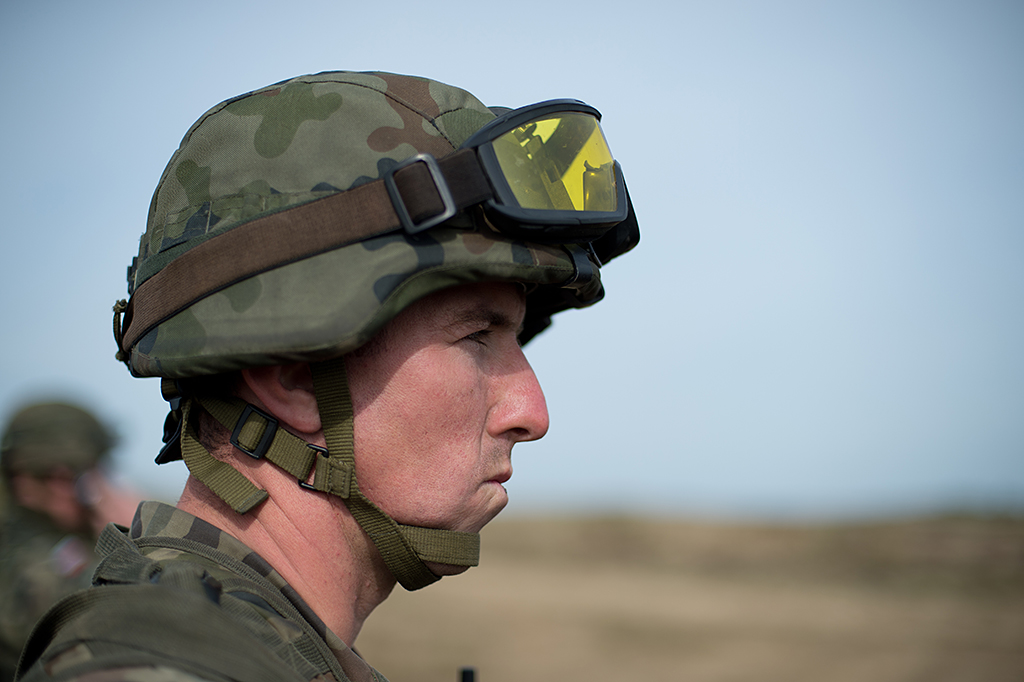
Soldat polonais coiffé de casque wz. 2005

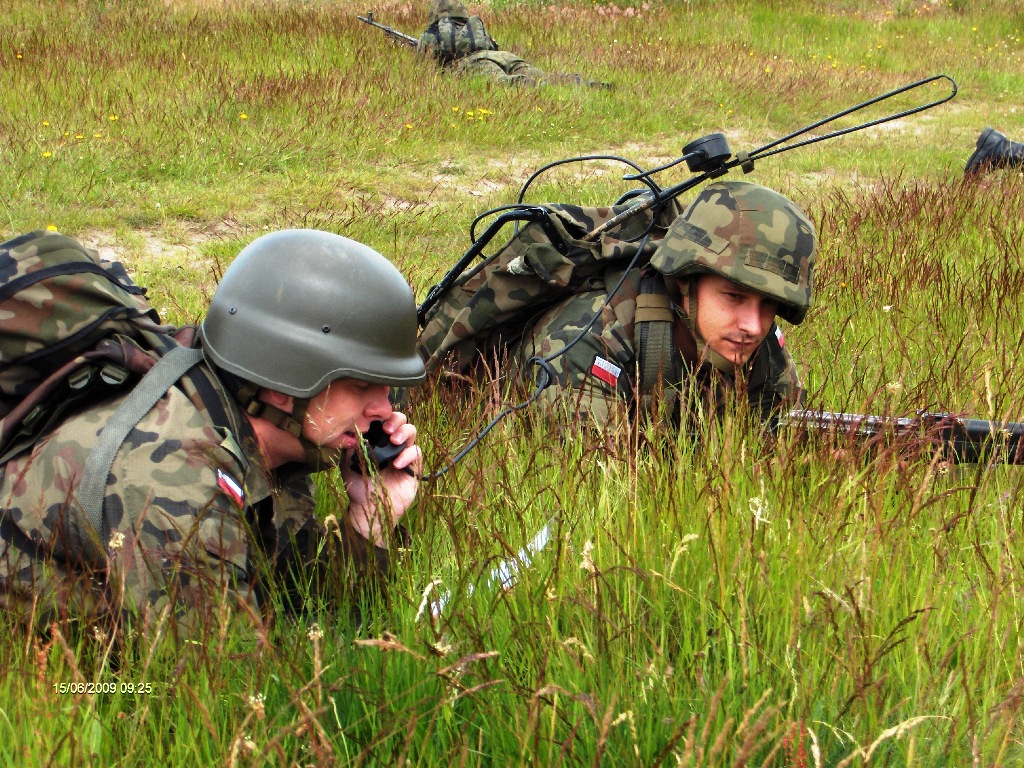
Soldats polonais coiffés des casques wz. 2005, en 2009

Le casque wz. 2005 est le casque réglementaire de l'armée polonaise depuis 2006. Il remplace le casque wz.93 et le casque wz.2000.
Le nouveau casque est développé par l'Institut militaire de la technologie et de l'armement, et par la société Maskpol SA. La forme du casque wz. 2005 est inspirée du casque allemand de type Schubert et du casque américain PASGT. Un tissu d'aramide est utilisé pour sa fabrication ce qui améliore considérablement sa résistance balistique. Le tissu est livré par les sociétés DuPont- Kevlar et Teijin - Twaron.
Le casque wz.2005 reçoit également une nouvelle coiffe, inspirée elle aussi du casque Schubert. Elle a été modifiée en 2008, après les remarques des soldats qui l'ont utilisée.
Selon le fabricant, le casque wz.2005 peut être porté avec un masque à gaz et des systèmes de vision de nuit.